# US Fiumana
US Fiumana war ein Fußballklub aus der istrischen Stadt Rijeka (italienisch: Fiume). Der Verein existierte zwischen 1926 und 1945, als die Halbinsel zum Königreich Italien gehörte. 
Nach seiner Auflösung wurde 1946 stattdessen der kroatische Klub NK Rijeka gegründet.

## Ehemalige Spieler
- Ezio Loik
- Marcello Mihalich
- Bruno Quaresima
- Giovanni Varglien
- Mario Varglien
- Rodolfo Volk